# Mastacembelus liberiensis
Mastacembelus liberiensis és una espècie de peix pertanyent a la família dels mastacembèlids.

## Descripció
- Fa 36,8 cm de llargària màxima.
- Nombre de vèrtebres: 103.[5][6]

## Hàbitat
És un peix d'aigua dolça, bentopelàgic i de clima tropical.

## Distribució geogràfica
Es troba a Àfrica: la Costa d'Ivori, Gàmbia, Guinea, Libèria, el Senegal i Sierra Leone, incloent-hi la conca del riu Gàmbia.

## Observacions
És inofensiu per als humans.